# Alban Rüttenauer
Alban Rüttenauer SAC (* 1967) ist ein deutscher römisch-katholischer Theologe und Alttestamentler.

## Leben
Seit 1998 ist er Mitglied des Pallottinerordens. Er studierte Theologie in Münster, Rom und Augsburg (dort Promotion im AT bei Franz Sedlmeier). Zurzeit ist er Professor für Alttestamentliche Exegese an der Vinzenz Pallotti University in Vallendar. Er ist Mitglied der pallottinischen Hausgemeinschaft Haus Wasserburg und gleichzeitig Kooperator der Pfarrei St. Marien in der Augst im Pastoralen Raum Montabaur.

## Schriften (Auswahl)
- „Und ihr wollt das Land besitzen?“ (Ez 33,25). Ezechiels Umgang mit repräsentativen Redensarten. Würzburg 2011, ISBN 978-3-429-03384-2.
- Schelling und die Bibel. Philosophie und Exegese im Gespräch. Freiburg im Breisgau 2015, ISBN 3-451-31329-4.